# Jason Meerstadt
Jason Meerstadt (10 juli 2001) is een Nederlands voetballer die als middenvelder voor Graafschap speelt.

## Carrière
Jason Meerstadt speelde in de jeugd van HSV DUNO, Feyenoord, Haaglandia en Sparta Rotterdam. In januari 2018 tekende hij zijn eerste contract bij Sparta, wat tot medio 2021 liep. Sinds eind 2018 speelt hij voor Jong Sparta in de Tweede divisie. In 2019 maakte hij voor het eerst deel uit van de selectie van het eerste elftal in de met 1-0 gewonnen bekerwedstrijd tegen FC Volendam. In 2021 werd zijn contract tot 2023 verlengd. Hij debuteerde voor Sparta in de Eredivisie op 22 april 2022, in de met 2-0 verloren uitwedstrijd tegen FC Twente. Hij kwam in de 77e minuut in het veld voor Michaël Heylen.
Op 31 augustus 2023 tekende hij een contract bij Quick Boys.

### Statistieken

#### Beloften
| Seizoen                   | Club                  | Land            | Competitie      | Competitie | Competitie | Totaal | Totaal |
| Seizoen                   | Club                  | Land            | Competitie      | Wed.       | Dlp.       | Wed.   | Dlp.   |
| ------------------------- | --------------------- | --------------- | --------------- | ---------- | ---------- | ------ | ------ |
| 2018/19                   | Jong Sparta Rotterdam | Nederland       | Tweede divisie  | 2          | 0          | 2      | 0      |
| 2019/20                   | Jong Sparta Rotterdam | Nederland       | Tweede divisie  | 22         | 0          | 22     | 0      |
| 2020/21                   | Jong Sparta Rotterdam | Nederland       | Tweede divisie  | 6          | 0          | 6      | 0      |
| 2021/22                   | Jong Sparta Rotterdam | Nederland       | Tweede divisie  | 25         | 0          | 25     | 0      |
| 2022/23                   | Jong Sparta Rotterdam | Nederland       | Tweede divisie  | 32         | 0          | 32     | 0      |
| Totaal beloften           | Totaal beloften       | Totaal beloften | Totaal beloften | 82         | 0          | 82     | 0      |
| Bijgewerkt op 24 mei 2025 |                       |                 |                 |            |            |        |        |

#### Senioren
| Seizoen                   | Club             | Land            | Competitie      | Competitie | Competitie | Beker | Beker | Overig | Overig | Totaal | Totaal |
| Seizoen                   | Club             | Land            | Competitie      | Wed.       | Dlp.       | Wed.  | Dlp.  | Wed.   | Dlp.   | Wed.   | Dlp.   |
| ------------------------- | ---------------- | --------------- | --------------- | ---------- | ---------- | ----- | ----- | ------ | ------ | ------ | ------ |
| 2019/20                   | Sparta Rotterdam | Nederland       | Eredivisie      | 0          | 0          | 0     | 0     | –      | –      | 0      | 0      |
| 2020/21                   | Sparta Rotterdam | Nederland       | Eredivisie      | 0          | 0          | 0     | 0     | 0      | 0      | 0      | 0      |
| 2021/22                   | Sparta Rotterdam | Nederland       | Eredivisie      | 1          | 0          | 0     | 0     | –      | –      | 1      | 0      |
| 2022/23                   | Sparta Rotterdam | Nederland       | Eredivisie      | 0          | 0          | 0     | 0     | –      | –      | 0      | 0      |
| 2023/24                   | Quick Boys       | Nederland       | Tweede Divisie  | 32         | 2          | 4     | 0     | –      | –      | 36     | 2      |
| 2024/25                   | Quick Boys       | Nederland       | Tweede Divisie  | 34         | 1          | 4     | 0     | –      | –      | 38     | 1      |
| Totaal senioren           | Totaal senioren  | Totaal senioren | Totaal senioren | 38         | 3          | 8     | 0     | 0      | 0      | 79     | 3      |
| Carrièretotaal            | Carrièretotaal   | Carrièretotaal  | Carrièretotaal  | 153        | 3          | 8     | 0     | 0      | 0      | 161    | 3      |
| Bijgewerkt op 24 mei 2025 |                  |                 |                 |            |            |       |       |        |        |        |        |

## Erelijst
| Nationaal      |    |         |
| Tweede Divisie | 1x | 2024/25 |